# Thirty Years of Maximum R&B
Thirty Years of Maximum R&B is een periodeverzameling van de Britse rockband The Who. Het album is een box die bestaat uit vier CD's, die de hele carrière van The Who omvatten vanaf de vroege dagen waarin zij nog bekend waren onder The High Numbers, tot hun cover van Elton Johns "Saturday Night's Alright For Fighting". Dertig jaar dus. Het album heeft alle bekende nummers van de studio-albums, zeldzaamheden, interviews, reclames en sketches vastgelegd op de CD's.

## Track listing
| Disc 1 1. "Pete Dialogue" (Live in het Long Beach Arena, 10 december, 1971) (Niet eerder uitgegeven) – 0:21 2. "I'm the Face" (Meaden) (Onder de naam The High Numbers) – 2:27 3. "Here 'tis" (McDaniel) (Onder de naam The High Numbers) (Niet eerder uitgegeven) – 2:08 4. "Zoot Suit" (Meaden) (Onder de naam The High Numbers) – 1:57 5. "Leaving Here" (Holland, Dozier, Holland) (Onder de naam The High Numberss) – 2:47 6. "I Can't Explain" (Townshend) – 2:03 7. "Anyway, Anyhow, Anywhere" (Townshend, Daltrey) – 2:38 8. "Daddy Rolling Stone" (Blackwell) – 2:49 9. "My Generation" (Townshend) – 3:17 10. "The Kids are Alright" (Townshend) – 3:05 11. "The Ox" (Townshend, Moon, Entwistle, Hopkins) – 3:37 12. "A Legal Matter" (Townshend) – 2:46 13. "Pete Dialogue" (Live in de Leeds University, 1970) (Niet eerder uitgegeven) – 0:57 14. "Substitute" (Townshend) (Live in de Leeds University, 1970) – 2:08 15. "I'm a Boy" (Townshend) – 2:36 16. "Disguises" (Townshend) – 3:20 17. "Happy Jack Jingle" (Niet eerder uitgegeven) – 0:31 18. "Happy Jack" (Townshend) – 2:11 19. "Boris the Spider" (Entwistle) – 2:27 20. "So Sad About Us" (Townshend) – 2:59 21. "A Quick One, While He's Away" (Townshend) (Originele opname / Live in het Rolling Stones Rock 'n' Roll Circus) (Niet eerder uitgegeven) – 9:39 22. "Pictures of Lily" (Townshend) – 2:43 23. "Early Morning Cold Taxi" (Langston, Daltrey) (Niet eerder uitgegeven) – 3:03 24. "Coke 2" (Niet eerder uitgegeven) – 0:48 25. "(This Could Be) The Last Time" (Jagger, Richards) – 2:59 26. "I Can't Reach You" (Townshend) – 3:03 27. "Girl's Eyes" (Moon) (Niet eerder uitgegeven) – 3:06 28. "Bag O'Nails" (Niet eerder uitgegeven) – 0:05 29. "Call Me Lightning" (Townshend) – 2:20 Disc 2 1. "Rotosound Strings" – 0:06 2. "I Can See for Miles" (Townshend) – 4:14 3. "Mary-Anne with the Shaky Hand" (Townshend) – 2:07 4. "Armenia City in the Sky" (Keene) – 3:13 5. "Tattoo" (Townshend) – 2:41 6. "Our Love Was" (Townshend) – 3:06 7. "Rael 1" (Townshend) – 5:42 8. "Rael 2" (Townshend) (Niet eerder uitgegeven) – 0:52 9. "Track Records / Premier Drums" (Track Records (Niet eerder uitgegeven)) – 0:31 10. "Sunrise" (Townshend) – 3:03 11. "Russell Harty Dialogue" (Niet eerder uitgegeven) – 0:21 12. "Jaguar" (Townshend) (Niet eerder uitgegeven) – 2:03 13. "Melancholia" (Townshend) (Niet eerder uitgegeven) – 3:18 14. "Fortune Teller" (Neville) (Niet eerder uitgegeven) – 2:18 15. "Magic Bus" (Townshend) – 3:16 16. "Little Billy" (Townshend) – 2:16 17. "Dogs" (Townshend) – 3:01 18. "Overture" (Townshend) – 3:53 19. "Acid Queen" (Townshend) – 3:33 20. "Abbie Hoffman Incident" (Live tijdens Woodstock, 1969) (Niet eerder uitgegeven) – 0:16 21. "Sparks" (Townshend) (Live at Woodstock, 1969) – 3:53 22. "Pinball Wizard" (Townshend) – 3:00 23. "I'm Free" (Townshend) – 2:38 24. "See Me, Feel Me" (Townshend) (Live in de Leeds University, 1970) (Niet eerder uitgegeven) – 3:31 25. "Heaven and Hell" (Entwistle) – 3:33 26. "Pete Dialogue" (Live in de Leeds University, 1970) (Niet eerder uitgegeven) – 0:36 27. "Young Man Blues" (Allison) (Live in de Leeds University, 1970) – 4:38 28. "Summertime Blues" (Cochran, Capehart) (Live in de Leeds University, 1970) – 3:22 | Disc 3 1. "Shakin' All Over" (Heath) (Live in de Leeds University, 1970) – 4:06 2. "Baba O'Riley" (Townshend) – 4:56 3. "Bargain" (Townshend) (Live at the San Francisco Civic Auditorium, 1971) – 4:54 4. "Pure And Easy" (Townshend) – 5:10 5. "The Song is Over" (Townshend) – 6:09 6. "Studio Dialogue" (Niet eerder uitgegeven) – 0:47 7. "Behind Blue Eyes" (Townshend) – 3:39 8. "Won't Get Fooled Again" (Townshend) – 8:30 9. "The Seeker (Andere Versie)" (Townshend) – 3:21 10. "Bony Moronie" (Williams) (Live vanuit de Rolling Stones Mobile Studio in het Young Vic Theatre, Londen, 1971) – 3:18 11. "Let's See Action" (Townshend) – 3:54 12. "Join Together" (Townshend) – 4:22 13. "Relay" (Townshend) – 4:00 14. "The Real Me" (Townshend) (Niet eerder uitgegeven versie) – 3:29 15. "5:15 (Single Mix)" (Townshend) – 4:18 16. "Bell Boy" (Townshend) – 4:54 17. "Love Reign O'er Me" (Townshend) – 4:51 Disc 4 1. "Long Live Rock" (Townshend) – 3:54 2. "Life with the Moons" (Niet eerder uitgegeven) – 1:43 3. "Naked Eye" (Townshend) (Live vanuit het Young Vic Theatre, London, 1971) – 5:00 4. "University Challenge" (Niet eerder uitgegeven) – 0:30 5. "Slip Kid" (Townshend) – 4:09 6. "Poetry Cornered" (Niet eerder uitgegeven) – 0:39 7. "Dreaming from the Waist" (Townshend) (Live op de Swansea Football Ground, 1976) (Niet eerder uitgegeven) – 4:08 8. "Blue Red and Grey" (Townshend) – 2:45 9. "Life with the Moons 2" (Niet eerder uitgegeven) – 0:46 10. "Squeeze Box" (Townshend) – 2:39 11. "My Wife" (Entwistle) (Live uit het Swansea Football Stadium, 1976) (Niet eerder uitgegeven) – 4:14 12. "Who Are You" (Townshend) – 5:00 13. "Music Must Change" (Townshend) – 4:36 14. "Sister Disco" (Townshend) – 4:19 15. "Guitar and Pen" (Townshend) – 5:48 16. "You Better You Bet" (Townshend) – 5:33 17. "Eminence Front" (Townshend) – 5:26 18. "Twist and Shout" (Russell, Medley) (Live in het Toronto CNE Stadium, 1982) (Niet eerder uitgegeven) – 3:01 19. "I'm a Man" (McDaniel) (Live in de Radio City Music Hall, New York, 1989) (Niet eerder uitgegeven) – 6:11 20. "Pete Dialogue" (Live at the Fillmore West, San Francisco, 1969) (Niet eerder uitgegeven) – 0:37 21. "Saturday Night's Alright (For Fighting)" (Taupin, John) – 4:33 |

- - De overige nummers zonder bijschrift zijn ofwel reclame of dialogen.